# وایلن ونتر دن رینن
وایلن ونتر دن رینن (به آلمانی: Weilen unter den Rinnen) یک شهر در آلمان است که در تسولرنالبکرایس واقع شده‌است. وایلن ونتر دن رینن ۶۳۷ نفر جمعیت دارد.